# لیپین دولنه
لیپین دولنه (به لاتین: Lipiny Dolne) یک روستا در لهستان است که در گمینا پوتوک گورنه واقع شده‌است. لیپین دولنه ۱٬۱۲۰ نفر جمعیت دارد.